# Pachydactylus namaquensis
Espèce
Synonymes
- Elasmodactylus namaquensis Sclater, 1898

Pachydactylus namaquensis est une espèce de geckos de la famille des Gekkonidae.

## Répartition
Cette espèce se rencontre au Namaqualand en Afrique du Sud et en Namibie.

## Étymologie
Son nom d'espèce, composé de namaqu[a] et du suffixe latin -ensis, « qui vit dans, qui habite », lui a été donné en référence au lieu de sa découverte.

## Publication originale
- Sclater, 1898 : List of the reptiles and batrachians of South Africa, with descriptions of new species. Annals of the South African Museum, vol. 1, p. 95-111 (texte intégral).